# Шарок Григорій Федорович
Шарок Григорій Федорович (1900, с. Дворчани Вітебської губернії — 11.1981, Москва) — полковник держбезпеки, заст. нач-ка 1-го відділу 7-го Управління МДБ СРСР. Нагороджений Указом Президії Верховної Ради СРСР від 29 жовтня 1948 «за успішне виконання спеціального завдання Уряду» по боротьбі з націоналістичним підпіллям в Західній Україні. Один з виконавців вбивства Сокольникова в 1939.

## Ранні роки
Народився в сім'ї селянина-бідняка (батьки померли до 1917).

Освіта: сільська школа, с. Павловка Валуйського повіту Воронезької губ. 1913; курси торгових адміністраторів при пром.-екон. ін-ті, Москва 11.1926-07.1927; 3 курси заоч. від-я КУС, Москва 1928–1931.
- Працював чорноробом на залізничній гілці Мерефа-Херсон 06.1913-08.1914;
- робочий крохмального з-ду, с. Пригородня Золотоноського повіту Полтавської губ. 08.1914-08.1919.

## У РККА
- кулеметник зведеної кулеметної команди 44 див. 14 армії, Півд. фронт 08.1919-01.1920;
- червоноармієць 11 стр. батальйону загону по ББ, Полтава, Переяслав січень-серпень 1920;
- курсант і кулеметник 29 Піх. командних курсів, кулеметник 5 і 3 стр. полків, Полтава, Лубни 08.1920-08.1921;
- ком. взводу 7 дивізіону 3 полку див. ОСНАЗ ВЧК-ГПУ, Москва 08.1921-08.1924. У КПРС з 01.1922.

Управ. будинками ВРНГ СРСР, Москва 08.1924-11.1926;
секретар парторганізації «Мосторга» 1926–1929; заст. управ. справами правління «Мосжитлобуду», Москва 07.1927-11.1929.
Зав. загальним від. упр. по споруді Актюб. і
Чирчикського комбінатів — «Акчирбуд» 11.1929-05.1930; нач. АГВ і секретар парткому об'єднання «Совфрахттранспорт» Наркомату торгівлі, Москва 05.1930-06.1931; відп. виконавець з кадрів Наркомату постачання РРФСР 06.1931-01.1932.

## В органах ОГПУ-НКВД-НКГБ-МГБ-МВД
- практикант, пом. уповн., уповн. 1 від-я СПО ОГПУ СРСР 01.03.32-10.07.34;
- уповн. 1 від-я СПО ГУГБ НКВС СРСР 13.07.34-23.06.35;
- пом. оперуповн., оперуповн. 1 від-я СПО ГУГБ НКВС СРСР 23.06.35-1937;
- заст. нач. 1 від-я 4 від. ГУДБ НКВС СРСР 1937–1938;
- заст. нач. 1 від-я 2 від. ГУДБ НКВС СРСР 11.1938-05.10.39 (вбивство Сокольникова);
- заст. наркома внутр. справ КазРСР 05.10.39-05.1940;
- у відрядженні в Литві з 05.1940;
- заст. нач. Вільнюського міськвідділу НКВД 09.1940 — 03.1941;
- нач. Вільнюс. міськупр. НКВД березень-липень 1941;
- нач. особливої групи НКВД при 22 армії, Зах., Калінін. фронти 07.1941 — 03.1942;
- нач. 3 від-я 2 від. 4 упр. НКВС СРСР 18.01.42-01.06.42;
- нач. 2 від-я 1 від.4 упр. НКВС СРСР 01.06.42-14.03.43;

В 1941–1943 виїжджав на територію, окуповану німцями, до Вітебська, в Калінінську і Московську обл.
- заст. нач. 2 від. 4 упр. НКДБ СРСР 14.05.43-21.08.43;
- нач. 1 від. 4 упр. НКДБ СРСР 21.08.43-09.10.43;
- нач. 2 упр. НКДБ БССР 09.10.43-06.1944;
- нач. опергрупи НКДБ Могильов. обл., Мстиславль 11.1943 — 01.1944;
- заст. нач. УНКДБ Гомельської обл. січень-червень 1944;
- заст. нач. УНКДБ Брест. обл. 06.1944-11.1945;
- нач. УНКДБ Молодеч. обл. 11.1945-18.10.46;
- в розпорядженні упр. кадрів МДБ СРСР 10.01.47-24.01.48;
- заст. нач. 1 від. 5 упр. МДБ СРСР 24.01.48-04.11.48;
- заст. нач. 5 від. 5 упр. МДБ СРСР 04.11.48-28.10.49;
- заст. нач. 1 від. 7 упр. МДБ СРСР 28.10.49-22.05.52;
- заст. нач. 2 від. 7 упр. МГБ-МВД СРСР 22.05.52 — 15.05.53;
- заст. нач. 2 від. 7 упр. МВС СРСР 15.05.53-19.05.54;
- звільнений за віком 19.05.54.
- Пенсіонер, Москва 05.54-04.61; інструктор центр. автомотоклубу, Москва 04.61-05.68; пенсіонер з 05.1968, Москва.

## Звання
- мол. лейтенант ГБ 08.12.35;
- лейтенант ГБ 05.11.37;
- ст. лейтенант ГБ 04.04.39;
- капітан ГБ 05.10.39;
- майор ГБ 14.03.40;
- полковник ГБ 14.02.43.

## Нагороди
- орден Леніна 25.06.54;
- орден Червоного Прапора 24.11.50;
- орден Вітч. війни 1 ступеня 21.04.45;
- орден Вітч. війни 2 ступеня 29.10.48;
- 2 ордена Червоної Зірки 20.09.43, 03.11.44;
- орден «Знак Пошани» 26.04.40;
- 11 медалей;
- знак «Заслужений працівник НКВС» 05.05.43.